# Frederik van Heeckeren van der Eze
Frederik van Heeckeren van der Eze (overleden 2 november 1386), ridder, heer tot Rhaan, was een van de machtigste edelen in het middeleeuwse Overijssel en Gelderland. Hij wordt ter onderscheiding van zijn vader ook wel "de Jongere" genoemd.

## Levensloop
Na het overlijden van zijn vader Frederik van Heeckeren van der Eze (1357) werd hij hoofd van de Heeckeren-partij in de langdurige twisten tussen de Heeckerens en Bronckhorsten. Het Kasteel De Ehze was hun hoofdkwartier. In 1353 wordt hij vermeld als drost van Salland en in 1356 als ridder. Op 22 juni 1356 wordt hij genoemd onder de edelen die een vredesbestand sluiten in een oorlog die dan vier jaar duurde "de Gelderse Broederstrijd" tussen de broers Reinoud III en Eduard van Gelre. Toen het bestand werd verbroken volgde opnieuw een oorlog tussen de Gelderse broers, waarbij Frederik zijn heer Reinoud III steunde als "rechtmatige" Hertog van Gelre. In de "Slag bij Tiel" op 25 mei 1361 werden Reinoud III en Frederik van Heeckeren gevangen genomen. Van Heeckeren zou nog geen twee jaar in gevangenschap blijven.
Door zijn huwelijk met Lutgard van Voorst, dochter van Sweder van Voorst en Margaretha, verkreeg hij Kasteel Rechteren. Hun oudste dochter was Swedera van Runen. Na haar werden nog vier meisjes en vier jongens geboren, waaruit de adellijke families van Rechteren en van Voorst tot Voorst voortkomen.
Frederik bezat het inmiddels verdwenen kasteel Heeckeren bij Steenderen. In 1363 kreeg hij door verpanding tevens de beschikking over de Hof te Luttenberg.

## Huwelijk en kinderen
Frederik huwde voor 1347 met Lutgard(is) van "Voerst of Voorst". Enkele van hun kinderen waren:
- Zwedera van Heeckeren, huwde Johan van Runen
- Zweder van Heeckeren, heer van Rechteren en Rhaan, huwde Sophia van Groesbeek
- Frederik van Heeckeren
- Jan van Heeckeren
- Dirk of Diederik van Heeckeren, proost van Oldenzaal
- Adelheid van Heeckeren, huwde Jan van Enteninck